# Logger (GNSS)

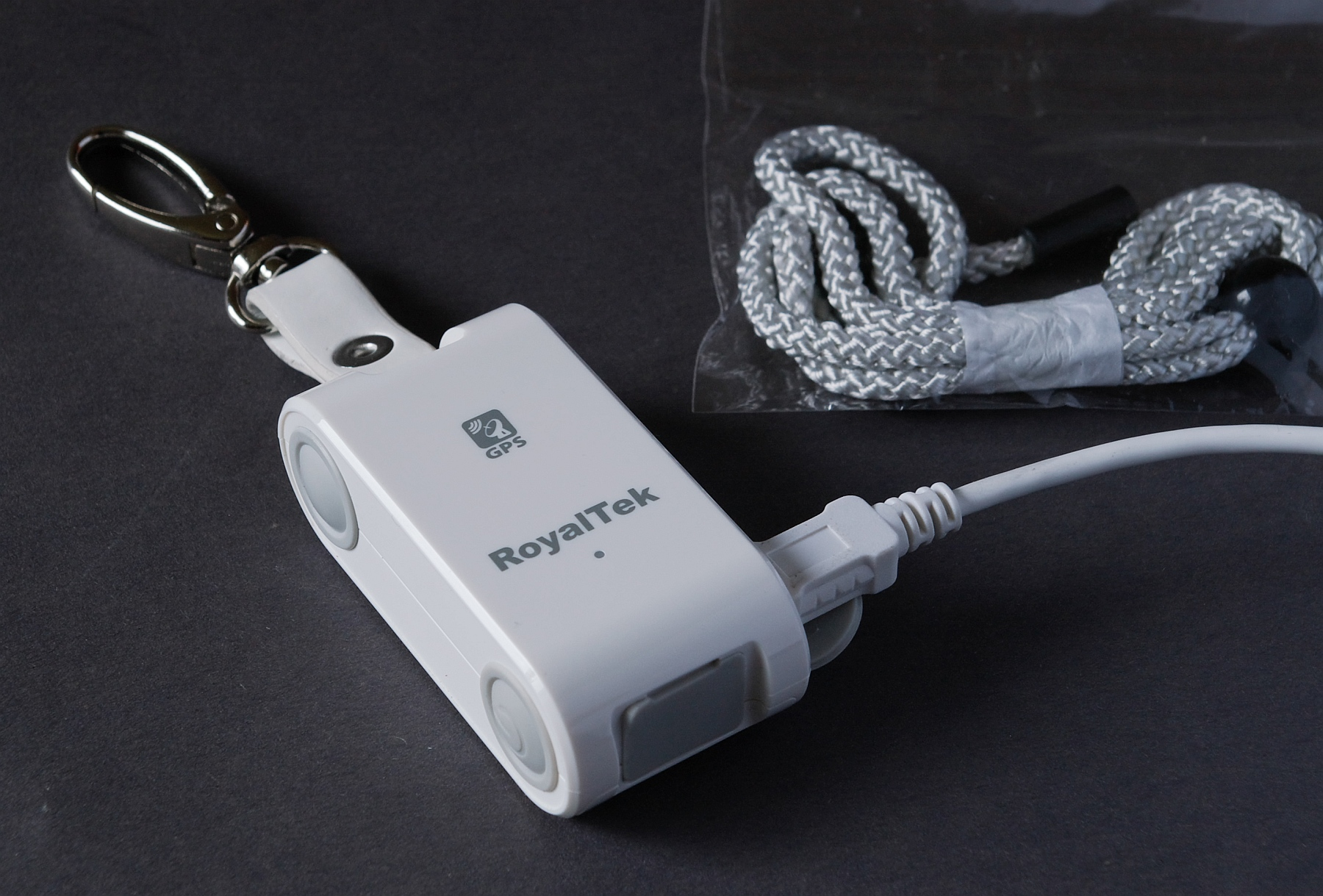
GPS-Datenlogger

Ein GNSS-Logger (GNSS: Global Navigation Satellite System; engl. to log: aufzeichnen) ist ein Datenlogger, der GNSS-Positionsdaten empfängt und automatisch aufzeichnet. Gebräuchlich ist auch die Bezeichnung GPS-Logger, da GPS das am weitesten verbreitete globale Navigationssystem ist.
Im einfachsten Fall verfügt ein solches Gerät lediglich über einen Ein- und Ausschalter sowie eventuell über einen Knopf zur Markierung von besonderen Wegpunkten. Die Anpassung der Einstellungen, beispielsweise die Zahl der erfassten Positionen pro Minute, und Auslesen der Daten erfolgt dann über einen Rechneranschluss. Viele handelsübliche Empfänger bzw. -Navigationsgeräte verfügen ebenfalls über die Möglichkeit, Wegdaten aufzuzeichnen.
Da die von GNSS gelieferten Höhendaten vergleichsweise hohe Fehler aufweisen (± 10–20 m), wird insbesondere im Luftsport die Messwerterfassung durch einen barometrischen Höhenmesser ergänzt.

## Logger im Segelflugsport

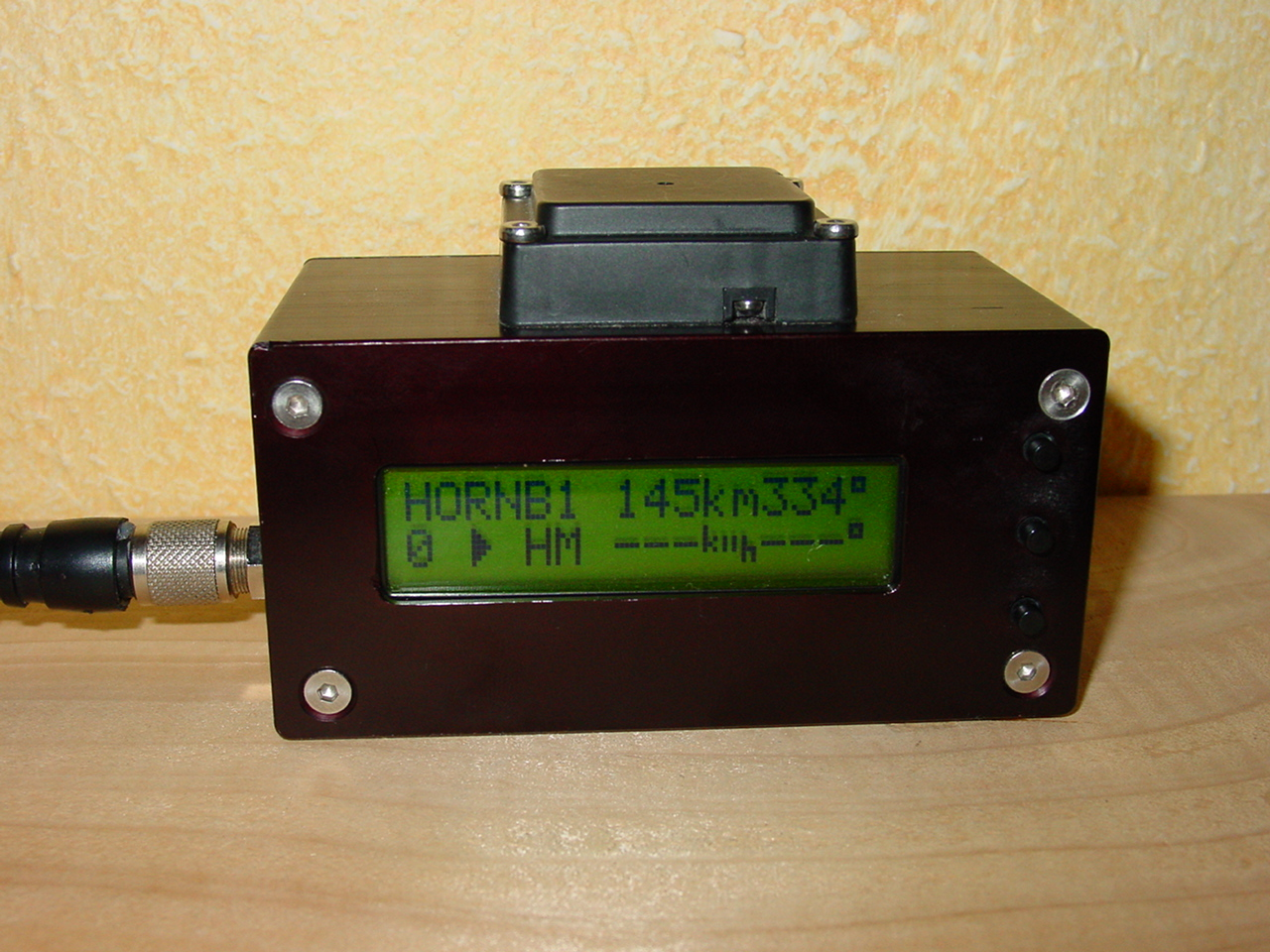
Ein Volkslogger zur Dokumentation von Segelflügen

Im Segelflugsport werden Logger zur Dokumentation von Streckenflügen verwendet. Der Logger bedeutet dabei eine erhebliche Vereinfachung des Segelflugsports: Vorher war eine vergleichsweise umständliche Prozedur mit abfotografierten Formularen, Sportzeugen, aus der Luft fotografierten Wendepunkten und Flughöhendokumentation mittels Barographen notwendig. Die Auswertung war entsprechend (zeit-)aufwändig. Ende der 1990er Jahre löste der Logger dieses Verfahren ab. Inzwischen ist er das einzige zugelassene Dokumentationssystem.
Durch einfache Handhabung und die rasche Verbreitung des Loggers stieg die Zahl der dokumentierten Segelflugkilometer sprunghaft an, in Deutschland von 2,3 Millionen Kilometer (1991) auf 13,0 Millionen (2008).
Die Internationale Segelflugkommission (IGC) entwickelte eine Spezifikation, der alle anerkannten Logger entsprechen müssen.
Logger zeichnen die GNSS Daten und den Luftdruck in Intervallen von 1–15 Sekunden auf. Die Daten werden in einem Flash-Speicher gespeichert. Während der normalen Flugphase beträgt das Intervall 5–15 Sekunden, in der Nähe von Wendepunkten beträgt es 1–2 Sekunden.

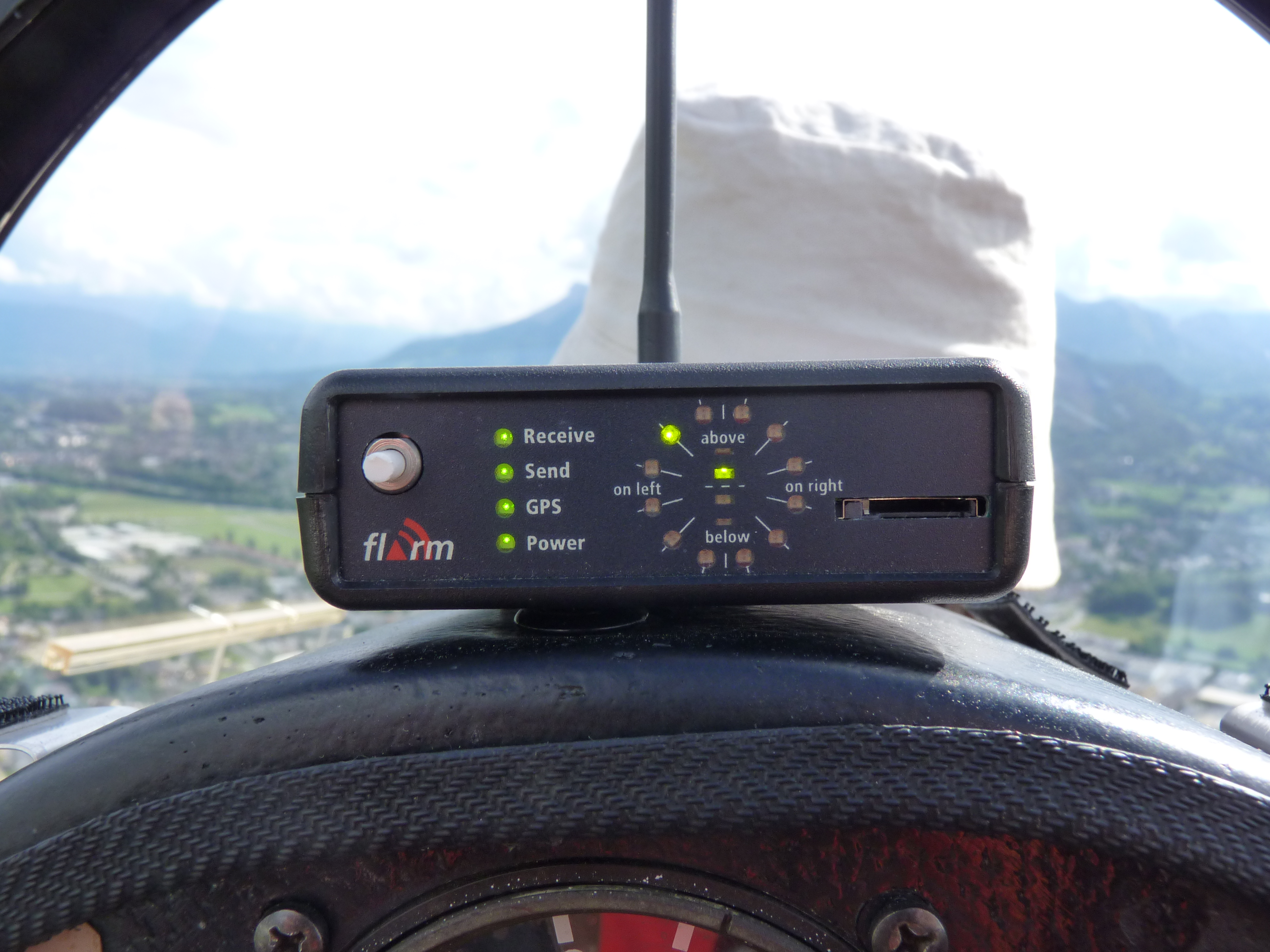
FLARM mit Logger-Funktion im Cockpit eines Segelflugzeuges

Das Druckmesssystem muss vor dem Start nach der ICAO ISA (International Civil Aviation Organization International Standard Atmosphere) kalibriert werden. Der Logger erzeugt von jedem Flug eine Datei, in der in einem Abstand von wenigen Sekunden die jeweilige Position und Höhe aufzeichnet ist. Um die Daten vor Fälschungen zu schützen, werden sie mit einer Digitalen Signatur versehen. Bei Segelflugzeugen mit Klapptriebwerk zeichnet der Logger auch die Motorlaufzeit auf, um sicherzustellen, dass die gewertete Strecke tatsächlich ohne Motorhilfe zurückgelegt wurde. Diese Datei mit dem Suffix .igc lässt sich nach der Landung auf einen Computer übertragen, so dass der Flug mit entsprechenden Programmen detailliert ausgewertet werden kann.
Die am weitesten verbreiteten Modelle sind der Volkslogger und der Colibri. Seit dem Frühjahr 2008 ist das inzwischen recht weit verbreitete Kollisionswarnsystem FLARM ebenfalls als Logger zugelassen, sodass auf die Mitnahme eines separaten Loggers bei eingebautem FLARM unter Umständen verzichtet werden kann.